# Dysauxes kaschmiriensis
Dysauxes kaschmiriensis är en fjärilsart som beskrevs av Rothschild 1910. Dysauxes kaschmiriensis ingår i släktet Dysauxes och familjen björnspinnare. Inga underarter finns listade i Catalogue of Life.